# Drukair
La Drukair Corporation Ltd (in lingua dzongkha: འབྲུག་མཁའ་འགྲུལ་ལས་འཛིན) è la compagnia aerea di bandiera del Regno del Bhutan e costituisce l'unico mezzo di comunicazione via aria con le altre nazioni. Commercializza voli con il marchio Drukair.
Fondata nel 1981, nel 1983 cominciò i primi voli internazionali da Paro per Calcutta e nel 1987 diede il benvenuto al primo visitatore straniero.
La compagnia ha come base operativa l'Aeroporto Internazionale di Paro e opera su nove destinazioni in cinque Paesi.
Il Bhutan ha attuato un piano di sviluppo economico e di sviluppo della Drukair che ha visto la realizzazione di una seconda autostrada nazionale e una cooperazione con l'India per proteggere l'aeroporto di Paro dalle inondazioni frequenti nel Bhutan.
A luglio 2024, Drukair, piazza un ordine di 3 Airbus A320neo e 2 A321XLR al fine di espandere la sua rete internazionale.

## Flotta

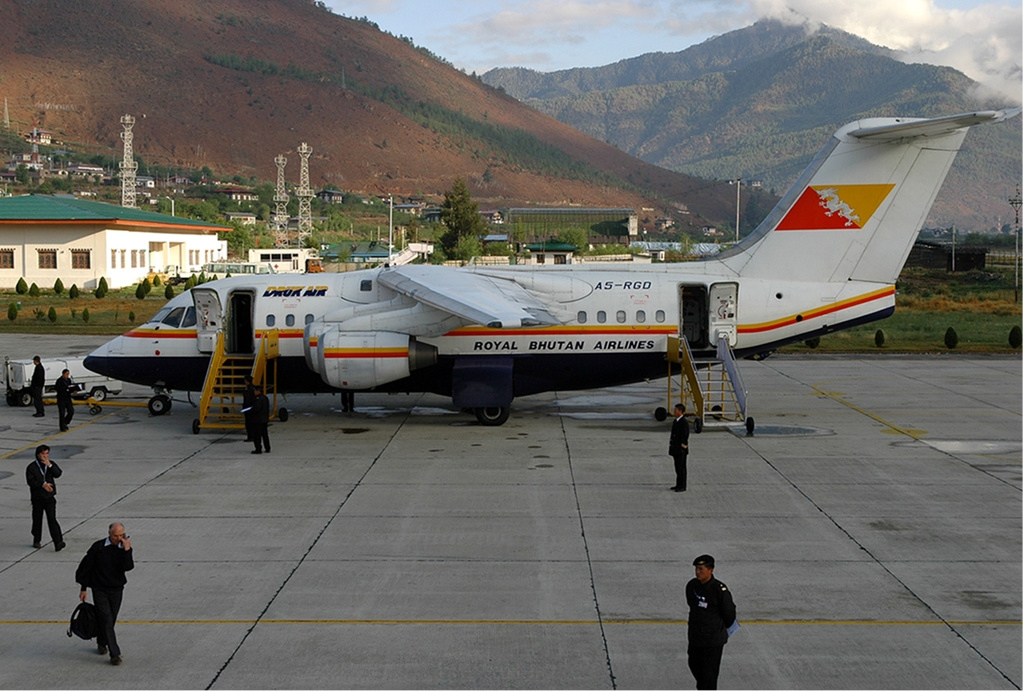
Un British Aerospace BAe 146-100 nella vecchia livrea Druk Air all'Aeroporto Internazionale di Paro nell'aprile 2005

A dicembre 2024 la flotta di Drukair è così composta:
| Aereo          | In flotta | Ordini | Passeggeri | Passeggeri | Totale | Note               |
| Aereo          | In flotta | Ordini | J          | Y          | Totale | Note               |
| -------------- | --------- | ------ | ---------- | ---------- | ------ | ------------------ |
| Airbus A319    | 3         | —      | 16         | 102        | 118    |                    |
| Airbus A320neo | 1         | 3      | 20         | 120        | 140    | [ 2 ]              |
| Airbus A321XLR | 0         | 2      | TBA        | TBA        | TBA    | Consegne dal 2030. |
| ATR 42-600     | 1         | —      | 8          | 32         | 40     |                    |
| Totale         | 5         | 5      | 44         | 254        | 298    | —                  |

## Uniformi
Nel 2008 sono state introdotte nuove uniformi per il personale della Drukair: create per festeggiare il centenario della Monarchia butanese, sono costituite da una kira e un toego.
Le nuove uniformi sono state selezionate attraverso un concorso nazionale fra gli stilisti bhutanesi promosso dalla Drukair e dal Programma di sviluppo delle Nazioni Unite per promuovere l'industria tessile e la cultura in Bhutan.